# Lueforgyldning
Lueforgyldning er den ældst kendte forgyldningsmetode, som blandt andet anvendes på dansk kirkesølv.
Den giver en smuk sart guldoverflade på sølvet.

## Historisk
Grunden til, at man véd, at lueforgyldning er den ældst kendte metode, er, at der ved lueforgyldning altid vil være en rest af kviksølv i forgyldningen, og at metoden derved kan genkendes.
På grund af kviksølvdampene kunne en forgylder altid kendes på symptomerne på en kviksølvforgiftning og på den hjerneskade, som kviksølvdampene giver. (Kunne dog forveksles med en hattemager, der ofte led af de samme sygdomme.)
Til store forgyldningsarbejder fik livstidsfanger tilbuddet om at arbejde som forgyldere, da det ellers var svært at rekruttere det antal forgyldere, som opgaven krævede.
ADVARSEL: Kviksølv er meget giftigt, og især kviksølvdampe er farlige og giver alvorlige hjerneskader selv ved begrænset eksponering! Alle områder, der udsættes for kviksølvdampe, forurenes permanent.

## Processen
Forgyldningen udføres ved, at en pasta (amalgam) bestående af krystalliseret guld og kviksølv smøres på den overflade, der skal forgyldes. Herefter fjernes kviksølvet ved fordampning med en blød flamme (lue). Kviksølvet inddampes og kan recirkuleres.

## Fremstilling af pasta
Guld og kviksølv kan ikke legeres ved opvarmning, da kviksølvs kogepunkt (356,58º C) er lavere end guldets smeltepunkt (1064,18° C).
24 karat guld fint granuleret bladguld stødes ned i kviksølv i en morter i forholdet 1:8, til en homogen pasta. Dette foretages under vand for at minimere eksponeringen med kviksølvdampe. Processen kan fremskyndes, hvis der iblandes noget guld og kviksølv, der har været opbevaret sammen i en periode, hvorved det spontant har dannet krystaller.
Pastaen opvarmes til 290° C, og under den efterfølgende afkøling dannes krystaller, hvor 2 guldatomer binder sig til 3 kviksølvatomer. Disse krystaller vil flyde i det overskydende kviksølv. Dette presses ud af pastaen ved at omvride pastaen i et stykke vaskeskind.

## Påføring af pasta
Den afrensede sølvoverflade påsmøres pastaen med en lille spartel. Pastaen vil kunne bredes ud over sølvet.

## Selve lueforgyldningen
Genstanden opvarmes jævnt og langsomt, og kviksølvet begynder at fordampe (LÆS ADVARSEL). Guldet vil binde sig til sølvet ved, at en ganske lille mængde kviksølv bliver tilbage og fungerer som bindemiddel.